# Séisme de novembre 2023 à Mindanao
Le séisme de novembre 2023 à Mindanao se produit le 17 novembre 2023 à 8 h 14 min 11 s (UTC), 16 h 14 min 11 s heure locale (UTC+08:00), aux Philippines, sur la côte méridionale de Mindanao, deuxième plus grande île du pays en termes de superficie et de population,. D'une magnitude de 6,7 à 6,8, il fait 11 morts et 740 blessés. Des glissements de terrain sont rapportés mais aucun tsunami n'est observé.

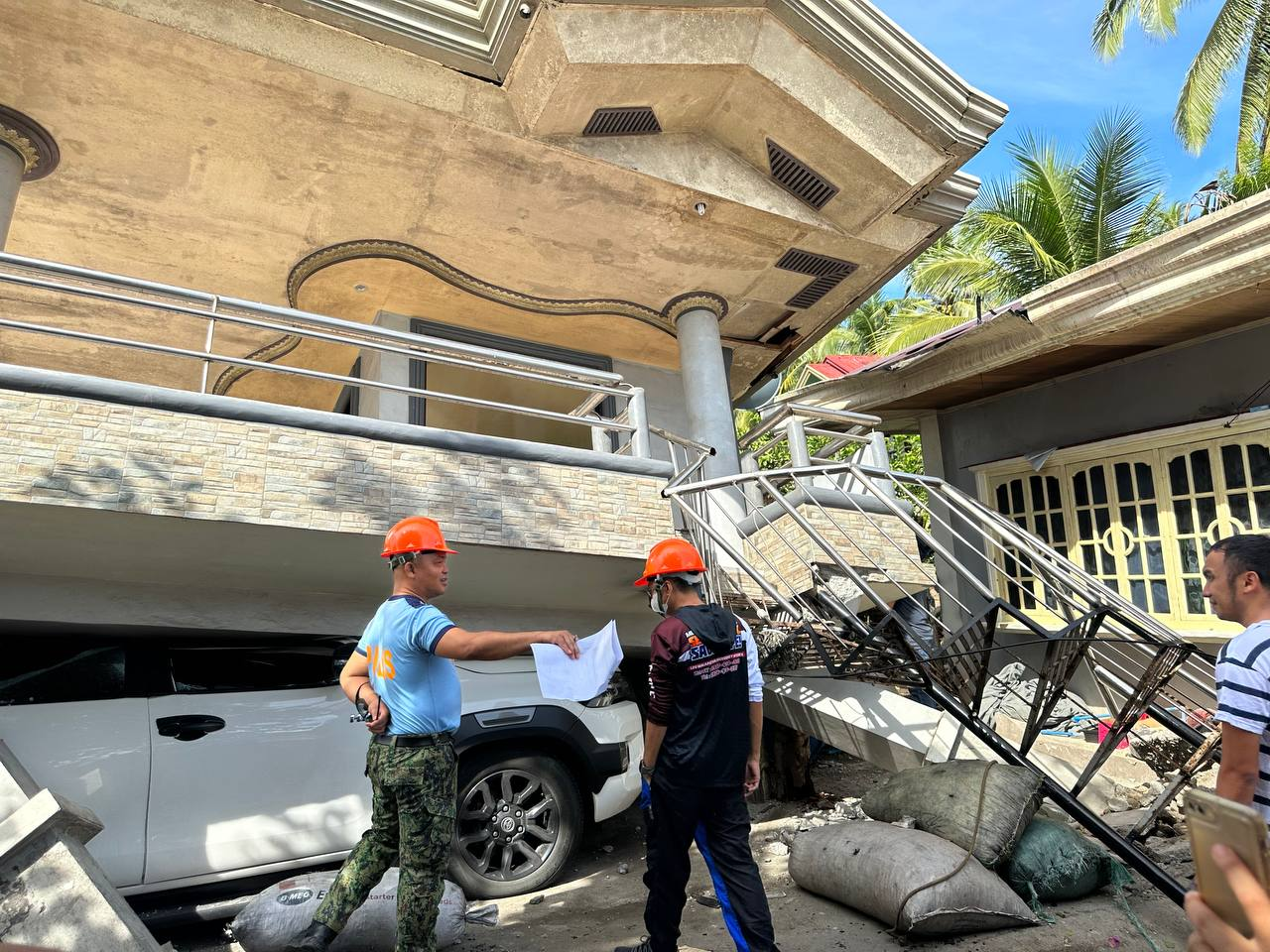
Dégâts à Malapatan.